# Hócipős macska
Hócipős (macska) Amerikai Egyesült Államokból származó macskafajta.

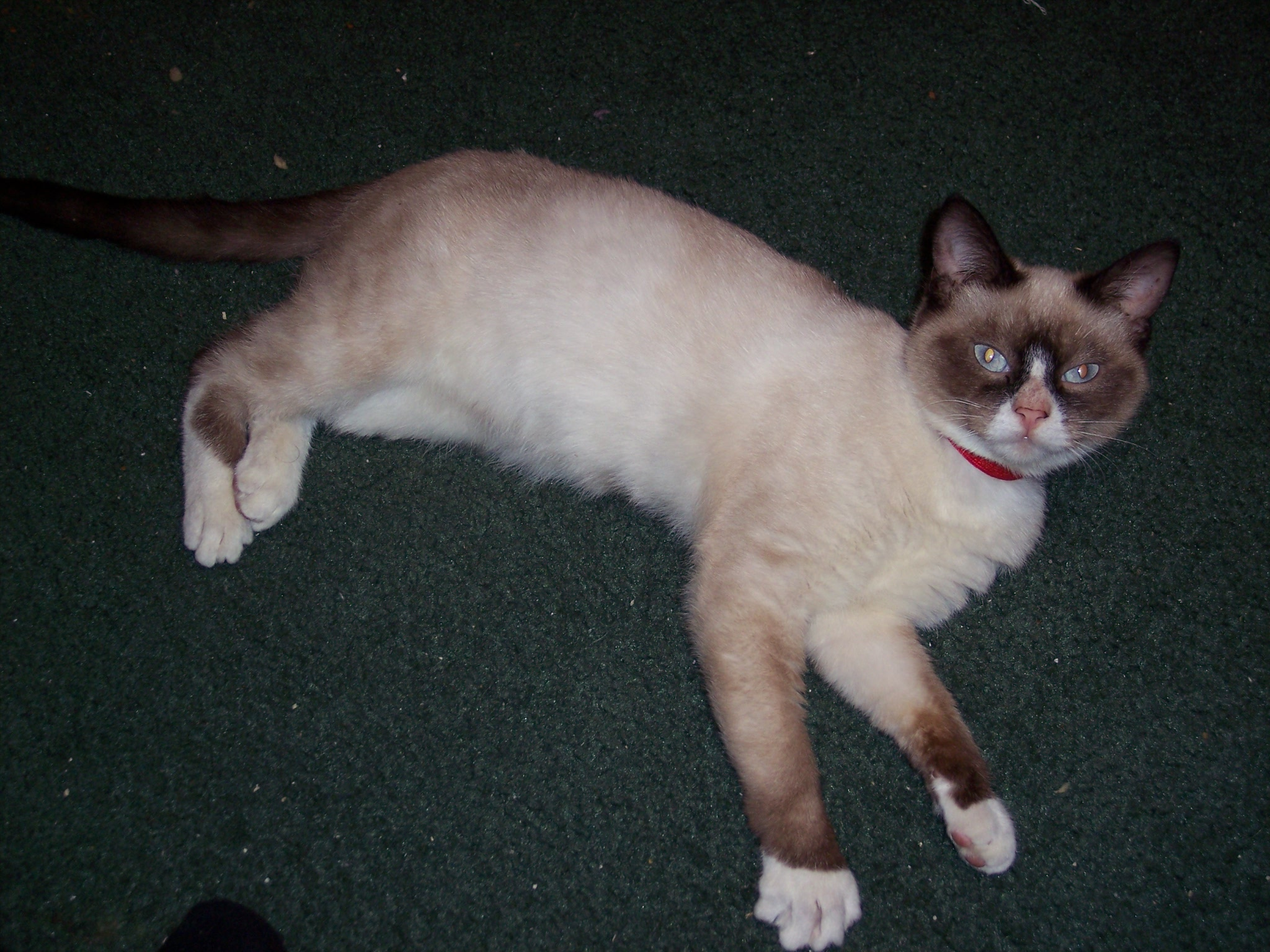
Hócipős macska

## Története
A hócipős macskák az 1960-as években alakította ki Dorothy Hinds-Daugherty, egy sziámimacska-tenyésztő, aki az amerikai kétszíntarka rövidszőrűt használta fel az új fajta megteremtéséhez. Kezdetben más tenyésztők gyanakvással tekintettek az új macskára, mert attól tartottak, hogy a pedigrés sziámi vonal eltűnik, de manapság ezek a bájos macskák - érzékeny fehér mancsukkal - igen népszerűek a világ számos országában. A hócipős macskát 1983-ban ismerték el az USA-ban Championship szempontjából.

## Fajtajellemzők
Színek: Fókabarna, kék.
Bunda hossza: Rövid.
Bunda típusa: Gazdag és sűrű.
Mintázata: Fehér mancsok és sziámiszerű színek.
Mérete:  Közepestől a nagyig, a hímek sokkal nagyobbak a nőstényeknél.
Jellegzetességek:  Nyugodt állat, pofája kerekebb, mint a sziámié. Közepes méretű lábak és mancsok. Rózsaszín és szürke talppárnák. Kék szemek. Széles, hegyes fülek, hosszú vékonyodó farok.